# João Pedro Vilela
João Pedro Vilela de Freitas (Aparecida do Taboado, 2 novembre 1989) è un giocatore di calcio a 5 brasiliano.

## Carriera
Utilizzato prevalentemente come laterale difensivo, è stato portato nel campionato italiano dall'Augusta Football Club che lo ha inizialmente utilizzato anche come tassello della formazione Under-21. 
Nella stagione 07/08 è stato campione del campionato italiano della Under 21, vicecampione della Coppa Italia di prima squadra e dell'under-21. Stagione 08/09 è stato vicecampione della Supercoppa italiana, quando L'Augusta ha perso di 2-4 per la Luparense. Nella stagione 10/11 è stato vicecampione del campionato italiano under-21. Nella stagione 2012-13 è eletto capitano della formazione megarese. Dopo sei anni di permanenza, il presidente Santanello annuncia che il giocatore non farà parte della squadra nella stagione 2013-14.

## Palmarès
- Campionato italiano Under-21: 1
Augusta: 2007-08